# Trentino Volley 2016-2017
Questa voce raccoglie le informazioni riguardanti la Trentino Volley nelle competizioni ufficiali della stagione 2016-2017.

## Stagione
La stagione 2016-17 è per la Trentino Volley, sponsorizzata dalla Diatec, la diciassettesima consecutiva in Serie A1; come allenatore viene scelto Angelo Lorenzetti, mentre la rosa è quasi del tutto immutata: tra le conferme quelle di con le conferme di Simone Giannelli, Filippo Lanza, Massimo Colaci, Daniele Mazzone, Sebastián Solé, Tine Urnaut e Simon Van de Voorde. I nuovi acquisti sono quelli di Alessandro Blasi, Matteo Burgsthaler, Matteo Chiappa e Jan Štokr, invece le cessioni riguardano Georgi Bratoev, Carlo De Angelis, Mitar Đurić e Matej Kazijski.
Il primo trofeo disputato è la Supercoppa italiana: la Trentino Volley chiude al quarto posto a seguito della sconfitta in semifinale contro il Modena Volley e nella finale per il terzo posto contro l'Associazione Sportiva Volley Lube.
Il campionato si apre con quattro vittorie di fila: la prima sconfitta arriva alla quinta giornata in casa della Pallavolo Piacenza; nel resto del girone di andata la squadra di Trento ottiene esclusivamente successi, eccetto all'undicesima giornata quando è fermata dal Modena Volley: chiude al secondo posto in classifica qualificandosi per la Coppa Italia. Il girone di ritorno si apre con la gara persa contro la Callipo Sport a cui seguono quattro successi prima di un ennesimo stop inflitto dalla Sir Safety Perugia; nelle ultime sette giornate di regular season la Trentino Volley ottiene sei vittorie e una sola sconfitta, mantenendo il secondo posto in classifica. Nei quarti di finale dei play-off scudetto supera in due gare il Volley Milano, mentre nelle semifinali la sfida è contro la Sir Safety Perugia: le squadre arrivano a gara 5 con due vittorie a testa e sarà il club di Trento ad aggiudicarsi l'ultima gara, ottenendo il passaggio del turno. In finale viene sconfitta in tre gare dall'Associazione Sportiva Volley Lube.
Il secondo posto al termine del girone di andata della Serie A1 2016-17 permette alla Trentino Volley di partecipare alla Coppa Italia: con la vittoria nei quarti di finale sul Volley Milano, il club accede alla Final Four di Casalecchio di Reno. Nelle semifinali supera per 3-2 il Modena Volley, mentre in finale è sconfitta per 3-1 dall'Associazione Sportiva Volley Lube.
Grazia alla wild card assegnata dalla FIVB, la Trentino Volley prende parte al campionato mondiale per club: vince il proprio girone ottenendo tre successi su tre gare disputate. Accede quindi alla fase a eliminazione diretta: sconfitta per 3-0 in semifinale dal Volejbol'nyj klub Zenit-Kazan', la squadra di Trento vince la finale per il terzo posto contro il Club Ciudad de Bolívar.
A seguito dei risultati ottenuti nella Serie A1 2015-16 la Trentino Volley partecipa alla Coppa CEV: il cammino nella competizione è abbastanza netto, con vittorie sia nelle gare di andata che in quelle di ritorno nei sedicesimi di finale, negli ottavi di finale e nei quarti di finale, quando va in scena il derby italiano contro la Pallavolo Piacenza. In semifinale, dopo aver vinto la gara di andata per 3-0 contro il Fenerbahçe Spor Kulübü, il club di Trento perde quella di ritorno per 3-2: tuttavia passa il turno grazie al maggior numero di punti conquistati. La sfida finale è contro il Tours Volley-Ball; la Trentino Volley si aggiudica la gara di andata per 3-0 per poi essere sconfitta in quella di ritorno per 3-1: al golden set hanno la meglio i francesi.

## Organigramma societario
Area direttiva
- Presidente: Diego Mosna
- Segreteria generale: Chiara Candotti, Sarah Mosna
- Amministrazione: Laura Corradini

Area organizzativa
- General manager: Bruno Da Re
- Team manager: Riccardo Michieletto
- Responsabile logistica: Giuseppe Borgono, Matteo Daldoss

Area tecnica
- Allenatore: Angelo Lorenzetti
- Allenatore in seconda: Dario Simoni
- Scout man: Ivan Contrario
- Responsabile settore giovanile: Francesco Conci, Riccardo Michieletto

Area comunicazione
- Addetto stampa: Francesco Segala
- Speaker: Gabriele Biancardi
- Fotografo: Marco Trabalza

Area marketing
- Responsabile marketing: Cristina Giordano, Marco Oberosler

Area sanitaria
- Medico: Mauro Bortoluzza
- Preparatore atletico: Luca Baratto
- Fisioterapista: Davide Lama

## Rosa
| N° | Nome                | Ruolo | Data di nascita  | Nazionalità sportiva |
| -- | ------------------- | ----- | ---------------- | -------------------- |
| 2  | Gabriele Nelli      | S/O   | 4 dicembre 1993  | Italia               |
| 3  | Matteo Burgsthaler  | C     | 18 febbraio 1991 | Italia               |
| 4  | Oleg Antonov        | S/O   | 28 luglio 1988   | Italia               |
| 5  | Tiziano Mazzone     | S     | 22 luglio 1995   | Italia               |
| 6  | Alessandro Blasi    | P     | 22 marzo 1992    | Italia               |
| 8  | Matteo Chiappa      | L     | 6 luglio 1993    | Italia               |
| 9  | Simone Giannelli    | P     | 9 agosto 1996    | Italia               |
| 10 | Filippo Lanza       | S     | 3 marzo 1991     | Italia               |
| 11 | Sebastián Solé      | C     | 12 giugno 1991   | Argentina            |
| 12 | Simon Van de Voorde | C     | 19 dicembre 1989 | Belgio               |
| 13 | Massimo Colaci      | L     | 21 febbraio 1985 | Italia               |
| 14 | Jan Štokr           | S/O   | 16 gennaio 1983  | Rep. Ceca            |
| 17 | Tine Urnaut         | S/O   | 3 settembre 1988 | Slovenia             |
| 18 | Daniele Mazzone     | C     | 4 giugno 1992    | Italia               |

## Mercato
| Acquisti | Acquisti           | Acquisti           | Acquisti   |
| R.       | Nome               | da                 | Modalità   |
| -------- | ------------------ | ------------------ | ---------- |
| P        | Alessandro Blasi   | Olimpia Bergamo    | definitivo |
| C        | Matteo Burgsthaler | Powervolley Milano | definitivo |
| L        | Matteo Chiappa     | AVS                | definitivo |
| O        | Jan Štokr          | KEPCO Vixtorm      | definitivo |

| Cessioni | Cessioni         | Cessioni         | Cessioni   |
| R.       | Nome             | a                | Modalità   |
| -------- | ---------------- | ---------------- | ---------- |
| P        | Georgi Bratoev   | Espadon Szczecin | definitivo |
| L        | Carlo De Angelis | Olimpia Bergamo  | definitivo |
| C/O      | Mitar Đurić      | BluVolley Verona | definitivo |
| S        | Matej Kazijski   | JTEKT Stings     | definitivo |

## Risultati

### Serie A1

#### Girone di andata
| 1ª giornata - 2 ottobre 2016 PalaTrento, Trento      | Trentino          | 3 - 0 | Callipo            | 26-24, 25-21, 25-22               |
| 2ª giornata - 9 ottobre 2016 PalaPolsinelli, Sora    | Argos             | 0 - 3 | Trentino           | 23-25, 16-25, 17-25               |
| 3ª giornata - 14 ottobre 2016 PalaSanLazzaro, Padova | Padova            | 2 - 3 | Trentino           | 28-26, 12-25, 25-17, 21-25, 13-15 |
| 4ª giornata - 27 ottobre 2016 PalaTrento, Trento     | Trentino          | 3 - 0 | Top Volley Latina  | 25-22, 25-16, 25-14               |
| 5ª giornata - 17 novembre 2016 PalaBanca, Piacenza   | Piacenza          | 3 - 1 | Trentino           | 22-25, 25-23, 25-21, 25-22        |
| 6ª giornata - 29 ottobre 2016 PalaTrento, Trento     | Trentino          | 3 - 1 | Sir Safety Perugia | 18-25, 25-21, 25-19, 25-21        |
| 7ª giornata - 1º novembre 2016 PalaDeAndré, Ravenna  | Porto Robur Costa | 1 - 3 | Trentino           | 23-25, 30-32, 30-28, 21-25        |
| 8ª giornata - 6 novembre 2016 PalaTrento, Trento     | Trentino          | 3 - 0 | Powervolley Milano | 29-27, 25-19, 25-19               |
| 9ª giornata - 9 novembre 2016 PalaOlimpia, Verona    | BluVolley Verona  | 0 - 3 | Trentino           | 19-25, 18-25, 20-25               |
| 10ª giornata - 13 novembre 2016 PalaTrento, Trento   | Trentino          | 3 - 1 | Lube               | 25-19, 23-25, 25-21, 25-20        |
| 11ª giornata - 20 novembre 2016 PalaPanini, Modena   | Modena            | 3 - 2 | Trentino           | 25-15, 18-25, 25-20, 23-25, 15-8  |
| 12ª giornata - 27 novembre 2016 PalaTrento, Trento   | Trentino          | 3 - 2 | Milano             | 25-18, 25-22, 22-25, 16-25, 15-11 |
| 13ª giornata - 4 dicembre 2016 PalaPoli, Molfetta    | Molfetta          | 2 - 3 | Trentino           | 21-25, 25-19, 31-29, 21-25, 13-15 |

#### Girone di ritorno
| 14ª giornata - 11 dicembre 2016 PalaValentia, Vibo Valentia       | Callipo            | 3 - 2 | Trentino          | 17-25, 23-25, 25-22, 25-17, 15-7 |
| 15ª giornata - 16 dicembre 2016 PalaTrento, Trento                | Trentino           | 3 - 1 | Argos             | 25-17, 23-25, 25-19, 25-20       |
| 16ª giornata - 26 dicembre 2016 PalaTrento, Trento                | Trentino           | 3 - 1 | Padova            | 18-25, 25-14, 25-18, 25-12       |
| 17ª giornata - 29 dicembre 2016 PalaBianchini, Latina             | Top Volley Latina  | 0 - 3 | Trentino          | 19-25, 18-25, 23-25              |
| 18ª giornata - 8 gennaio 2017 PalaTrento, Trento                  | Trentino           | 3 - 0 | Piacenza          | 25-17, 25-23, 25-20              |
| 19ª giornata - 15 gennaio 2017 PalaEvangelisti, Perugia           | Sir Safety Perugia | 3 - 0 | Trentino          | 25-23, 25-15, 25-22              |
| 20ª giornata - 21 gennaio 2017 PalaTrento, Trento                 | Trentino           | 3 - 0 | Porto Robur Costa | 25-23, 25-18, 25-22              |
| 21ª giornata - 5 febbraio 2017 PalaYamamay, Busto Arsizio         | Powervolley Milano | 0 - 3 | Trentino          | 19-25, 19-25, 17-25              |
| 22ª giornata - 8 febbraio 2017 PalaTrento, Trento                 | Trentino           | 3 - 0 | BluVolley Verona  | 35-33, 25-16, 25-22              |
| 23ª giornata - 12 febbraio 2017 PalaCivitanova, Civitanova Marche | Lube               | 3 - 0 | Trentino          | 25-21, 25-14, 25-15              |
| 24ª giornata - 19 febbraio 2017 PalaTrento, Trento                | Trentino           | 3 - 0 | Modena            | 25-23, 27-25, 25-18              |
| 25ª giornata - 26 febbraio 207 Palazzetto dello Sport, Monza      | Milano             | 0 - 3 | Trentino          | 22-25, 20-25, 21-25              |
| 26ª giornata - 22 febbraio 2017 PalaTrento, Trento                | Trentino           | 3 - 0 | Molfetta          | 25-14, 25-18, 25-23              |

#### Play-off scudetto
| Quarti di finale (gara 1) - 5 marzo 2017 PalaTrento, Trento            | Trentino           | 3 - 0 | Milano             | 25-15, 25-18, 25-18              |
| Quarti di finale (gara 2) - 8 marzo 2017 Palazzetto dello Sport, Monza | Milano             | 0 - 3 | Trentino           | 18-25, 23-25, 22-25              |
| Semifinali (gara 1) - 19 marzo 2017 PalaTrento, Trento                 | Trentino           | 3 - 1 | Sir Safety Perugia | 16-25, 25-22, 26-24, 25-22       |
| Semifinali (gara 2) - 25 marzo 2017 PalaEvangelisti, Perugia           | Sir Safety Perugia | 3 - 1 | Trentino           | 30-28, 20-25, 25-19, 25-22       |
| Semifinali (gara 3) - 9 aprile 2017 PalaTrento, Trento                 | Trentino           | 3 - 1 | Sir Safety Perugia | 28-26, 30-28, 22-25, 25-21       |
| Semifinali (gara 4) - 19 aprile 2017 PalaEvangelisti, Perugia          | Sir Safety Perugia | 3 - 0 | Trentino           | 25-21, 25-21, 25-23              |
| Semifinali (gara 5) - 22 aprile 2017 PalaTrento, Trento                | Trentino           | 3 - 0 | Sir Safety Perugia | 25-22, 25-19, 25-21              |
| Finale (gara 1) - 25 aprile 2017 PalaCivitanova, Civitanova Marche     | Lube               | 3 - 0 | Trentino           | 25-18, 25-20, 25-17              |
| Finale (gara 2) - 4 maggio 2017 PalaTrento, Trento                     | Trentino           | 2 - 3 | Lube               | 31-33, 25-22, 24-26, 30-28, 7-15 |
| Finale (gara 3) - 7 maggio 2017 PalaCivitanova, Civitanova Marche      | Lube               | 3 - 1 | Trentino           | 28-26, 25-20, 18-25, 25-14       |

### Coppa Italia

#### Fase a eliminazione diretta
| Quarti di finale - 11 gennaio 2017 PalaTrento, Trento          | Trentino | 3 - 0 | Milano   | 25-19, 25-18, 25-10               |
| Semifinali - 28 gennaio 2017 Unipol Arena, Casalecchio di Reno | Trentino | 3 - 2 | Modena   | 26-28, 30-28, 22-25, 30-28, 15-13 |
| Finale - 29 gennaio 2017 Unipol Arena, Casalecchio di Reno     | Lube     | 3 - 1 | Trentino | 25-21, 23-25, 25-15, 25-20        |

### Supercoppa italiana

#### Fase a eliminazione diretta
| Semifinali - 24 settembre 2016 PalaPanini, Modena      | Modena | 3 - 1 | Trentino | 25-19, 25-23, 21-25, 25-23        |
| Finale 3º posto - 25 settembre 2016 PalaPanini, Modena | Lube   | 3 - 2 | Trentino | 23-25, 25-20, 21-25, 26-24, 20-18 |

### Campionato mondiale per club

#### Fase a gironi
| 1ª giornata - 19 ottobre 2016 Ginásio Divino Braga, Betim | Trentino | 3 - 0 | Minas    | 25-23, 25-19, 25-23        |
| 2ª giornata - 20 ottobre 2016 Ginásio Divino Braga, Betim | Trentino | 3 - 1 | Bolívar  | 25-18, 23-25, 25-17, 25-19 |
| 3ª giornata - 21 ottobre 2016 Ginásio Divino Braga, Betim | UPCN     | 0 - 3 | Trentino | 24-26, 19-25, 23-25        |

#### Fase a eliminazione diretta
| Semifinali - 22 ottobre 2016 Ginásio Divino Braga, Betim      | Zenit-Kazan | 3 - 0 | Trentino | 25-18, 25-23, 25-18               |
| Finale 3º posto - 23 ottobre 2016 Ginásio Divino Braga, Betim | Bolívar     | 2 - 3 | Trentino | 22-25, 25-23, 23-25, 31-29, 15-17 |

### Coppa CEV

#### Fase a eliminazione diretta
| Sedicesimi di finale (andata) - 5 gennaio 2017 Loimaan liikuntahalli, Loimaa | Hurrikaani-Loimaa | 0 - 3 | Trentino          | 16-25, 21-25, 20-25                          |
| Sedicesimi di finale (ritorno) - 18 gennaio 2017 PalaTrento, Trento          | Trentino          | 3 - 0 | Hurrikaani-Loimaa | 25-18, 25-19, 25-19                          |
| Ottavi di finale (andata) - 2 febbraio 2017 Vexve Areena, Sastamala          | Vammalan          | 0 - 3 | Trentino          | 23-25, 28-30, 18-25                          |
| Ottavi di finale (ritorno) - 15 febbraio 2017 PalaTrento, Trento             | Trentino          | 3 - 1 | Vammalan          | 22-25, 30-28, 25-12, 25-20                   |
| Quarti di finale (andata) - 1º marzo 2017 PalaBanca, Piacenza                | Piacenza          | 0 - 3 | Trentino          | 19-25, 23-25, 21-25                          |
| Quarti di finale (ritorno) - 15 marzo 2017 PalaTrento, Trento                | Trentino          | 3 - 1 | Piacenza          | 25-20, 25-22, 22-25, 25-15                   |
| Semifinali (andata) - 28 marzo 2017 PalaTrento, Trento                       | Trentino          | 3 - 0 | Fenerbahçe        | 25-15, 25-12, 25-23                          |
| Semifinali (ritorno) - 1º aprile 2017 Burhan Felek Spor Salonu, Istanbul     | Fenerbahçe        | 3 - 2 | Trentino          | 25-20, 22-25, 29-27, 19-25, 15-6             |
| Finale (andata) - 11 aprile 2017 PalaTrento, Trento                          | Trentino          | 3 - 0 | Tours             | 25-14, 25-19, 25-17                          |
| Finale (ritorno) - 15 aprile 2017 Salle Robert-Grenon, Tours                 | Tours             | 3 - 1 | Trentino          | 31-29, 22-25, 25-22, 25-23 Golden set: 15-13 |

## Statistiche

### Statistiche di squadra
| Competizione                 | Punti | In casa | In casa | In casa | In trasferta | In trasferta | In trasferta | Totale | Totale | Totale |
| Competizione                 | Punti | G       | V       | P       | G            | V            | P            | G      | V      | P      |
| ---------------------------- | ----- | ------- | ------- | ------- | ------------ | ------------ | ------------ | ------ | ------ | ------ |
| Serie A1                     | 62    | 18      | 17      | 1       | 18           | 9            | 9            | 36     | 26     | 10     |
| Coppa Italia                 | -     | 1       | 1       | 0       | -            | -            | -            | 3      | 2      | 1      |
| Supercoppa italiana          | -     | -       | -       | -       | -            | -            | -            | 2      | 0      | 2      |
| Campionato mondiale per club | 9     | -       | -       | -       | -            | -            | -            | 5      | 4      | 1      |
| Coppa CEV                    | -     | 5       | 5       | 0       | 5            | 3            | 2            | 10     | 8      | 2      |
| Totale                       | -     | 24      | 23      | 1       | 23           | 12           | 11           | 56     | 40     | 16     |

G = partite giocate; V = partite vinte; P = partite perse

### Statistiche dei giocatori
| Giocatore        | Serie A1 | Serie A1 | Serie A1 | Serie A1 | Serie A1 | Coppa Italia | Coppa Italia | Coppa Italia | Coppa Italia | Coppa Italia | Supercoppa italiana | Supercoppa italiana | Supercoppa italiana | Supercoppa italiana | Supercoppa italiana | Campionato mondiale club | Campionato mondiale club | Campionato mondiale club | Campionato mondiale club | Campionato mondiale club | Coppa CEV | Coppa CEV | Coppa CEV | Coppa CEV | Coppa CEV | Totale | Totale | Totale | Totale | Totale |
| Giocatore        | P        | PT       | AV       | MV       | BV       | P            | PT           | AV           | MV           | BV           | P                   | PT                  | AV                  | MV                  | BV                  | P                        | PT                       | AV                       | MV                       | BV                       | P         | PT        | AV        | MV        | BV        | P      | PT     | AV     | MV     | BV     |
| ---------------- | -------- | -------- | -------- | -------- | -------- | ------------ | ------------ | ------------ | ------------ | ------------ | ------------------- | ------------------- | ------------------- | ------------------- | ------------------- | ------------------------ | ------------------------ | ------------------------ | ------------------------ | ------------------------ | --------- | --------- | --------- | --------- | --------- | ------ | ------ | ------ | ------ | ------ |
| O. Antonov       | 28       | 77       | 63       | 3        | 11       | 2            | 4            | 3            | 1            | 0            | 2                   | 0                   | 0                   | 0                   | 0                   | 5                        | 11                       | 6                        | 1                        | 4                        | 7         | 29        | 22        | 0         | 7         | 44     | 121    | 94     | 5      | 22     |
| A. Blasi         | 7        | 0        | 0        | 0        | 0        | 2            | 0            | 0            | 0            | 0            | 2                   | 0                   | 0                   | 0                   | 0                   | 1                        | 0                        | 0                        | 0                        | 0                        | 2         | 1         | 0         | 1         | 0         | 14     | 1      | 0      | 1      | 0      |
| M. Burgsthaler   | 4        | 1        | 1        | 0        | 0        | 0            | 0            | 0            | 0            | 0            | 0                   | 0                   | 0                   | 0                   | 0                   | 1                        | 2                        | 0                        | 2                        | 0                        | 5         | 12        | 3         | 8         | 1         | 10     | 15     | 6      | 8      | 1      |
| M. Chiappa       | 8        | 0        | 0        | 0        | 0        | 0            | 0            | 0            | 0            | 0            | 0                   | 0                   | 0                   | 0                   | 0                   | 1                        | 0                        | 0                        | 0                        | 0                        | 4         | 0         | 0         | 0         | 0         | 13     | 0      | 0      | 0      | 0      |
| M. Colaci        | 36       | 0        | 0        | 0        | 0        | 3            | 0            | 0            | 0            | 0            | 2                   | 0                   | 0                   | 0                   | 0                   | 5                        | 0                        | 0                        | 0                        | 0                        | 9         | 0         | 0         | 0         | 0         | 55     | 0      | 0      | 0      | 0      |
| S. Giannelli     | 36       | 165      | 63       | 71       | 31       | 3            | 18           | 8            | 6            | 4            | 2                   | 14                  | 5                   | 4                   | 5                   | 5                        | 21                       | 10                       | 9                        | 2                        | 10        | 40        | 17        | 15        | 8         | 56     | 228    | 103    | 105    | 50     |
| F. Lanza         | 35       | 391      | 332      | 19       | 40       | 3            | 45           | 42           | 3            | 0            | 2                   | 19                  | 18                  | 0                   | 1                   | 5                        | 54                       | 53                       | 0                        | 1                        | 9         | 109       | 94        | 2         | 13        | 54     | 618    | 539    | 24     | 55     |
| D. Mazzone       | 29       | 144      | 92       | 39       | 13       | 3            | 4            | 2            | 2            | 0            | 2                   | 20                  | 13                  | 4                   | 3                   | 4                        | 18                       | 15                       | 2                        | 1                        | 6         | 26        | 17        | 7         | 2         | 44     | 212    | 139    | 54     | 19     |
| T. Mazzone       | 13       | 5        | 3        | 0        | 2        | 0            | 0            | 0            | 0            | 0            | 0                   | 0                   | 0                   | 0                   | 0                   | 1                        | 0                        | 0                        | 0                        | 0                        | 6         | 9         | 7         | 1         | 1         | 19     | 14     | 10     | 1      | 3      |
| G. Nelli         | 30       | 200      | 164      | 13       | 23       | 3            | 2            | 2            | 0            | 0            | 2                   | 7                   | 4                   | 2                   | 0                   | 3                        | 21                       | 21                       | 1                        | 0                        | 6         | 40        | 28        | 5         | 7         | 44     | 270    | 219    | 21     | 30     |
| S. Solé          | 34       | 259      | 203      | 46       | 10       | 3            | 28           | 22           | 5            | 1            | 2                   | 26                  | 18                  | 7                   | 1                   | 5                        | 37                       | 28                       | 7                        | 2                        | 9         | 78        | 55        | 19        | 4         | 53     | 428    | 326    | 84     | 18     |
| J. Štokr         | 31       | 316      | 264      | 25       | 27       | 3            | 44           | 36           | 6            | 2            | 2                   | 26                  | 22                  | 3                   | 1                   | 5                        | 58                       | 51                       | 2                        | 5                        | 9         | 93        | 74        | 12        | 7         | 50     | 537    | 447    | 48     | 42     |
| T. Urnaut        | 35       | 355      | 305      | 22       | 28       | 3            | 33           | 29           | 2            | 2            | 2                   | 27                  | 25                  | 1                   | 1                   | 5                        | 59                       | 48                       | 7                        | 4                        | 10        | 115       | 92        | 13        | 10        | 55     | 589    | 499    | 45     | 45     |
| S. Van de Voorde | 34       | 206      | 136      | 54       | 16       | 3            | 28           | 15           | 13           | 0            | -                   | -                   | -                   | -                   | -                   | 5                        | 22                       | 14                       | 4                        | 4                        | 9         | 65        | 35        | 19        | 11        | 51     | 321    | 200    | 90     | 31     |

P = presenze; PT = punti totali; AV = attacchi vincenti; MV = muri vincenti; BV = battute vincenti